# Electresia
Electresia là một chi bướm đêm thuộc phân họ Olethreutinae, họ Tortricidae Tortricidae.

## Các loài
- Electresia zalesskii Kuznetzov, 1941